# برسبير
برسبير (بالإنجليزية: Prosper)‏ هي مدينة أمريكية تقع في ولاية تكساس.تبلغ مساحة هذه المدينة 59.1 (كم²)،ويبلغ عدد سكانها 9423 نسمة حسب إحصاء سنة 2010 م.

## التركيبة السكانية
حدّد مكتب تعداد الولايات المتحدة بيانات التركيبة السكانية لبرسبير في تعداد الولايات المتحدة. في ما يلي، التركيبة السكانية حسب تعدادي 2000 و2010.

### تعداد عام 2000
بلغ عدد سكان برسبير 2,097 نسمة بحسب تعداد عام 2000، وبلغ عدد الأسر 678 أسرة وعدد العائلات 590 عائلة مقيمة في البلدة. في حين سجلت الكثافة السكانية 31.8 نسمة لكل كيلومتر مربع (82.4/ميل2). وبلغ عدد الوحدات السكنية 717 وحدة بمتوسط كثافة قدره 10.9 لكل كيلومتر مربع (28.2/ميل2).
وتوزع التركيب العرقي للبلدة بنسبة 92.23% من البيض و0.29% من الأمريكيين الأفارقة و0.62% من الأمريكيين الأصليين و0.38% من الأمريكيين ذوي الأصول الآسيوية و5.15% من الأعراق الأخرى و1.34% من عرقين مختلطين أو أكثر و19.17% من الهسبانيون أو اللاتينيون من أي عرق.
بلغ عدد الأسر 678 أسرة كانت نسبة 52.8% منها لديها أطفال تحت سن الثامنة عشر تعيش معهم، وبلغت نسبة الأزواج القاطنين مع بعضهم البعض 75.5% من أصل المجموع الكلي للأسر، ونسبة 7.4% من الأسر كان لديها معيلات من الإناث دون وجود شريك، بينما كانت نسبة 4.1% من الأسر لديها معيلون من الذكور دون وجود شريكة وكانت نسبة 13% من غير العائلات. تألفت نسبة 11.2% من أصل جميع الأسر من عدة أفراد يعيشون في نفس المنزل ونسبة 3.7% كانت تتألف من شخص يعيش بمفرده يبلغ من العمر 65 عاماً أو أكثر. وبلغ متوسط حجم الأسرة المعيشية 3.09، أما متوسط حجم العائلات فبلغ 3.34.
بلغ العمر الوسطي للسكان 32.5 عاماً. وكانت نسبة 33.5% من القاطنين تحت سن الثامنة عشر، وكانت نسبة 6.5% بين الثامنة عشر والرابعة والعشرين عاماً، ونسبة 36.1% كانت واقعةً في الفئة العمرية ما بين الخامسة والعشرين والرابعة والأربعين عاماً، ونسبة 17.3% كانت ما بين الخامسة والأربعين والرابعة والستين، ونسبة 6.6% كانت ضمن فئة الخامسة والستين عاماً فما فوق. يوجد لكل 100 أنثى 101.8 ذكر، ويوجد لكل 100 أنثى في الثامنة عشر من عمرها فما فوق 98.9 ذكر.
بلغ متوسط دخل الأسرة في البلدة 64,063 دولارًا، أما متوسط دخل العائلة فبلغ 68,542 دولارًا. وكان متوسط دخل الذكور 50,223 دولارًا مقابل 35,707 دولارًا للإناث. وسجل دخل الفرد الخاص بالبلدة 25,672 دولارًا. وكانت نسبة 6.1% من العائلات ونسبة 7.5% من السكان تحت خط الفقر، وكان من هؤلاء نسبة 9.7% تحت سن الثامنة عشر ونسبة 10.3% في الخامسة والستين من العمر وما فوق.

### تعداد عام 2010
بلغ عدد سكان برسبير 9,423 نسمة بحسب تعداد عام 2010، وبلغ عدد الأسر 2,990 أسرة وعدد العائلات 2,544 عائلة مقيمة في البلدة. في حين سجلت الكثافة السكانية 142.9 نسمة لكل كيلومتر مربع (370.1/ميل2). وبلغ عدد الوحدات السكنية 3,469 وحدة بمتوسط كثافة قدره 52.6 لكل كيلومتر مربع (136.2/ميل2).
وتوزع التركيب العرقي للبلدة بنسبة 87.06% من البيض و5.26% من الأمريكيين الأفارقة و0.56% من الأمريكيين الأصليين و1.90% من الأمريكيين ذوي الأصول الآسيوية و0.02% من سكان جزر المحيط الهادئ و2.76% من الأعراق الأخرى و2.43% من عرقين مختلطين أو أكثر و10.75% من الهسبانيون أو اللاتينيون من أي عرق.
بلغ عدد الأسر 2,990 أسرة كانت نسبة 55.6% منها لديها أطفال تحت سن الثامنة عشر تعيش معهم، وبلغت نسبة الأزواج القاطنين مع بعضهم البعض 75.2% من أصل المجموع الكلي للأسر، ونسبة 6.9% من الأسر كان لديها معيلات من الإناث دون وجود شريك، بينما كانت نسبة 3% من الأسر لديها معيلون من الذكور دون وجود شريكة وكانت نسبة 14.9% من غير العائلات. تألفت نسبة 12.1% من أصل جميع الأسر من عدة أفراد يعيشون في نفس المنزل ونسبة 2.1% كانت تتألف من شخص يعيش بمفرده يبلغ من العمر 65 عاماً أو أكثر. وبلغ متوسط حجم الأسرة المعيشية 3.15، أما متوسط حجم العائلات فبلغ 3.44.
بلغ العمر الوسطي للسكان 34.5 عاماً. وكانت نسبة 34.9% من القاطنين تحت سن الثامنة عشر، وكانت نسبة 5.8% بين الثامنة عشر والرابعة والعشرين عاماً، ونسبة 30.4% كانت واقعةً في الفئة العمرية ما بين الخامسة والعشرين والرابعة والأربعين عاماً، ونسبة 23.5% كانت ما بين الخامسة والأربعين والرابعة والستين، ونسبة 5.3% كانت ضمن فئة الخامسة والستين عاماً فما فوق. وتوزع التركيب الجنسي للسكان بنسبة 49.7% ذكور و50.3% إناث.

## أعلام
- لورا آشلي صامويلز
- ديفيس ويب
- فيكتور جيه. غلوفر
- لورين روجرز